# Cantón Balzar
Cantón Balzar är en kanton i Ecuador.   Den ligger i provinsen Guayas, i den västra delen av landet, 200 km sydväst om huvudstaden Quito.